# Ceratomontia karooensis
Ceratomontia karooensis is een hooiwagen uit de familie Triaenonychidae.